# Thác Lưu Ly
Thác Lưu Ly là thác trên sông Đắk Nông ở vùng đất xã Nâm N'Jang huyện Đắk Song tỉnh Đắk Nông, Việt Nam.
Thác là thành tố chính của Khu du lịch sinh thái Thác Lưu Ly. Tuy nhiên tháng 8/2018 địa điểm du lịch sinh thái thác Lưu Ly chính thức bị thu hồi.

## Vị trí địa lý
Thác Lưu Ly cách thành phố Gia Nghĩa hơn 36 km. Đường đi theo Quốc lộ 14 đến ngã ba Cầu 20 12°11′59″B 107°38′02″Đ / 12,199764°B 107,633754°Đ thì rẽ phải hơn 10 km nằm về phía Đông Bắc của xã Nâm N'Jang, du khách đã đến với khu du lịch sinh thái thác nước Lưu Ly. Khu du lịch sinh thái thác Lưu Ly được xem là điểm dừng chân lý tưởng của du khách trong chuyến hành trình tìm hiểu về "Con đường xanh Tây Nguyên," kết nối với các tour du lịch của các tỉnh Đà Lạt, Bình Phước, Đắk Lắk và Thành phố Hồ Chí Minh.

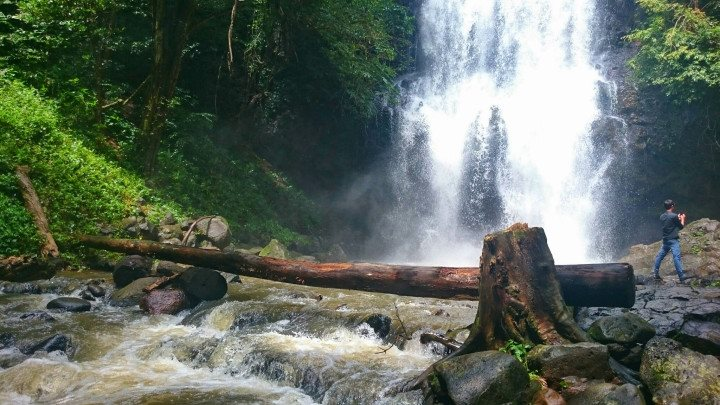
Thác Lưu Ly thơ mộng
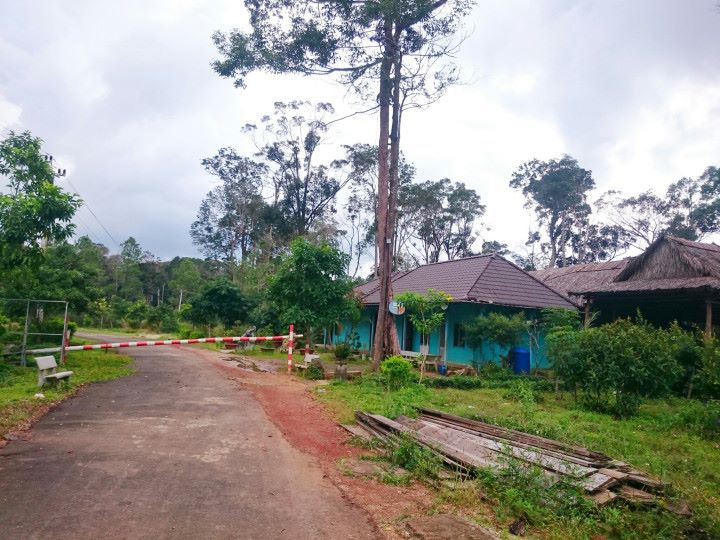
Cổng trước
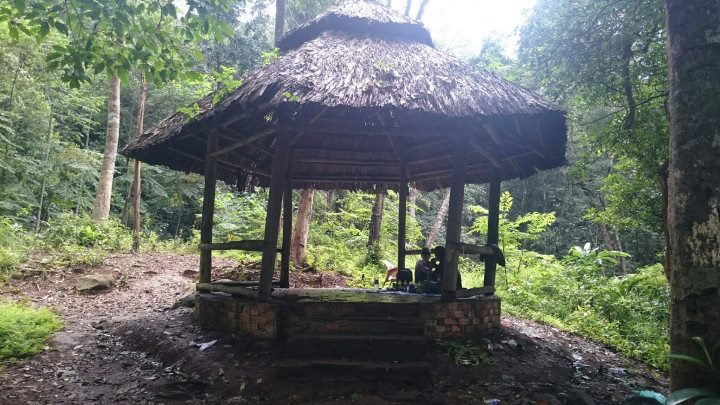
Chòi nghỉ chân

## Đặc điểm thiên nhiên

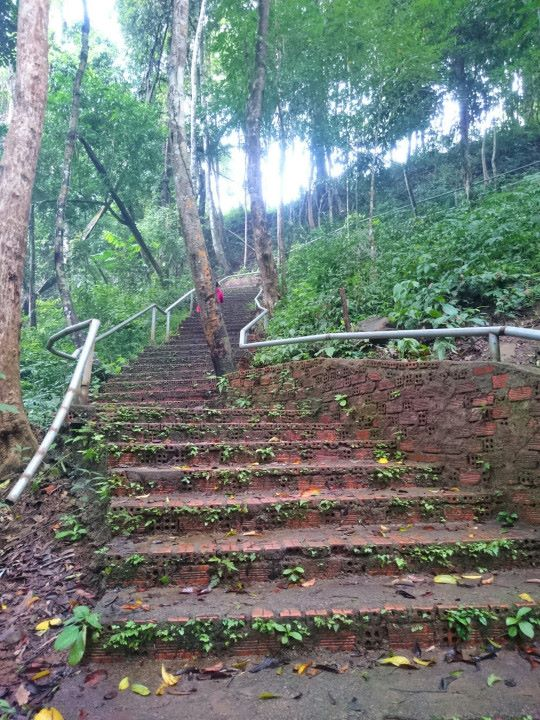
Lối đi trong Thác

Quần thể thác Lưu Ly nằm trong Khu du lịch sinh thái-văn hóa-lịch sử Nâm Nung có tổng diện tích lên tới trên 5.000 ha. Thác Lưu Ly là một trong số những hạng mục thuộc dự án đã được Ủy ban Nhân dân tỉnh Đắk Nông xây dựng đường nhựa xuống tận chân thác, tạo điều kiện thuận lợi cho nhà đầu tư triển khai dự án. Vào những dịp cuối tuần hay lễ Tết, du khách có thể tới để nghỉ dưỡng hoặc tham quan. So với các thác nước khác của Đắk Lắk như thác Gia Long, thác Krông Kmar... thác Lưu Ly ít được mọi người biết đến do không thuận tiện về đường đi lại, công tác tuyên truyền và quảng bá rộng rãi cho kháh du lịch biết về khu du lịch và về thác chưa được chú ý,quan tâm. Bên cạnh đó, hiện nay xảy ra tình trạng chặt phá các loại cây quý hiếm ở đây đã làm ảnh hưởng đến cảnh quan và nét hấp dẫn của khu du lịch.
Sông Đắk Nông là dòng sông chính chảy qua Gia Nghĩa, và là tên hình thành tên huyện tên tỉnh. Sông bắt nguồn từ sườn tây nam dải núi Nâm Nung 12°14′55″B 107°41′49″Đ / 12,248616°B 107,696846°Đ, chảy hướng tây nam, sau đó là hướng nam qua Gia Nghĩa. Sau đó sông Đắk Nông tiếp nhận dòng Đăk R'ti và đổ vào sông Đồng Nai.11°53′18″B 107°39′42″Đ / 11,888469°B 107,661621°Đ
Trên sông Đắk Nông còn có Thác Ba Tầng 12°03′41″B 107°41′06″Đ / 12,061456°B 107,684961°Đ, ở cách thành phố Gia Nghĩa khoảng 7 km theo quốc lộ 14 đi Buôn Ma Thuột.

## Sự tích Cây Cầu Hôn
Có một tích về một loài cây có tên gọi khá lạ là Cây Cầu Hôn, vì quả của nó nhìn như một chiếc hộp đựng nhẫn, bên trong có một cái hột to, tròn tròn có hình dạng như quả tim. Chuyện rằng, ngày xưa ở làng Đak-Cụt có chàng trai S’tieng tên là R’Nô-Đan, yêu say đắm cô thôn nữ I’Shayk. Tuy nhiên, vì chàng quá đẹp trai, lại là con trai cả của Già làng R’Lem nên I’Shayk sợ mình phải chung chồng với nhiều cô gái khác nên cứ tìm cách khước từ. Một ngày kia, R’Nô-Đan nghe tin có chàng trai R’Leo ở làng bên hỏi cưới I’Shayk và nàng đã đồng ý. R’Nô-Đan buồn quá bèn vào sâu trong rừng và từ đó, không ai còn thấy chàng đâu nữa. Sau này, người làng phát hiện một loài quả lạ, nhìn như chiếc hộp nhẫn cưới và khi bật nắp thì bên trong có một quả tim đỏ thắm. Người ta cho rằng, R’Nô-Đan chết đi và hóa thân thành cây Cầu Hôn này.